# Linda Gornall
Linda Gornall (Preston, 21 maart 1964) is een voormalig wielrenster uit het Verenigd Koninkrijk.
In 1990 nam Gornall deel aan de Gemenebestspelen.
Op de Olympische Zomerspelen van 1984 nam Gornall deel aan de wegrit voor vrouwen en eindigde op de zeventiende plaats.
Tussen 1983 en 1992 werd Gornall drie maal derde op de Brits kampioenschap wielrennen op de weg.